# Kẽm L-aspartat
Kẽm l  -aspartate, thường được gọi đơn giản là kẽm aspartate, là một chất bổ sung kẽm chelat hóa. Kẽm aspartate là muối của kẽm với amino acid aspartic.

## Tính chất hóa học
Kẽm aspartate là một loại bột tinh thể màu trắng. Nó hòa tan trong axit clohydric loãng và không hòa tan trong nước.

## Sinh khả dụng
Không có nghiên cứu sinh khả dụng cụ thể đã được thực hiện trên khoáng sản chế độ ăn uống này. Người ta cho rằng khả năng hòa tan được báo cáo của kẽm aspartate trong axit clohydric loãng sẽ cho phép phân ly và hấp thu trong dạ dày. Tuy nhiên, không rõ liệu sự hấp thụ thêm có thể diễn ra trong ruột xem xét tính không hòa tan được báo cáo của nó trong nước.

## Nguy hiểm
Các ảnh hưởng sức khỏe cấp tính tiềm năng có thể bao gồm kích ứng da và mắt. Nếu hít phải, nó có thể gây kích ứng phổi.